# Apanteles croceicornis
Apanteles croceicornis är en stekelart som beskrevs av Muesebeck 1958. Apanteles croceicornis ingår i släktet Apanteles och familjen bracksteklar. Inga underarter finns listade i Catalogue of Life.